# مطار شينتشو وتايشهان
مطار شينتشو وتاي (بالصينية: 五台山机场) مطار عسكري/عام يقع بمدينة Dingxiang في الصين. يبلغ طول المدرج 2600 م . يخدم مدينة شينتشو وتاي، وهو جبل بوذي مقدس وموقع للتراث العالمي. يقع المطار على بعد 33 كيلومترا من شينتشو. بدأ البناء في يونيو 2010 باستثمارات إجمالية قدرها 476 مليون يوان، وافتتح المطار في 26 ديسمبر 2015.

## شركات الطيران والوجهات
| شركـات طيـران          | الوجهات |
| ---------------------- | --- |
| 9 Air                  | مطار قوانغتشو باييون الدولي، مطار هاربين الدولي |
| Chengdu Airlines       | مطار جينغديو الجديد، مطار قوييانغ لونغدونغابو الدولي، مطار هاربين الدولي، مطار شنيانغ الدولي                                                                    |
| خطوط جنوب الصين الجوية | مطار تشونغتشينغ جيانغبى الدولي، مطار داليان الدولي، مطار هاربين الدولي، مطار كونمينغ جانغشوي الدولي، مطار تيانجين الدولي، مطار ووهان الدولي، مطار شينينغ الدولي |
| خطوط جونياو الجوية     | مطار نانجينغ الدولي |
| Kunming Airlines       | مطار تينغشونغ توفينغ، مطار شيشوانغباننا غاسا |
| LJ Air                 | مطار هاربين الدولي، مطار نينغبو ليش الدولي |
| خطوط طيران أوكاي       | مطار نانينغ الدولي، مطار تيانجين الدولي |
| خطوط شانغهاي الجوية    | مطار شانغهاي بودنغ الدولي |
| سبرينغ (شركة طيران)    | مطار شنيانغ الدولي، مطار شيامن قاوتشي الدولي |
| خطوط تيانجين الجوية    | مطار هوهوت بايتا الدولي، مطار جييانغ شاوشان |
| خطوط زيامن الجوية      | مطار تشانغشا هوانغوا الدولي، مطار شيامن قاوتشي الدولي |

## وصلات خارجية
- http://www.flightstats.com/go/Airport/airportDetails.do?airportCode=